# Koudougou
Koudougou è un dipartimento del Burkina Faso classificato come città, capoluogo della provincia di Boulkiemdé e della regione di Nando.
Il dipartimento si compone del capoluogo e di altri 15 villaggi: Boulsin, Doulou, Gninga, Godin-Oualogtinga, Kamedji, Kikigogo, Kolgrogogo, Lattou, Nayalgué, Péyiri, Saria, Sigoghin, Tiogo-Mossi, Toêga e Villy.
Koudougou è popolato prevalentemente da appartenenti all'etnia Mossi ed è situato sull'unica linea ferroviaria del Paese, che collega la capitale Ouagadougou ad Abidjan, principale città della Costa d'Avorio.

## Cultura

### Università
La città ospita il Burkina institute of technology, che ha sede in un edificio progettato dall'architetto Francis Kéré nel rispetto dei criteri di architettura sostenibile.

## Sport
La squadra di calcio locale è l'Association Sportive des Employés et Commerçants de Koudougou.